# Feuer frei!
«Feuer Frei!» (с нем. — «Открыть огонь!») — тринадцатый сингл немецкой индастриал-метал-группы Rammstein.

## Видеоклип
Видеоклип представляет собой выступление группы на сцене вперемешку с кадрами из фильма «xXx».

## Живое исполнение

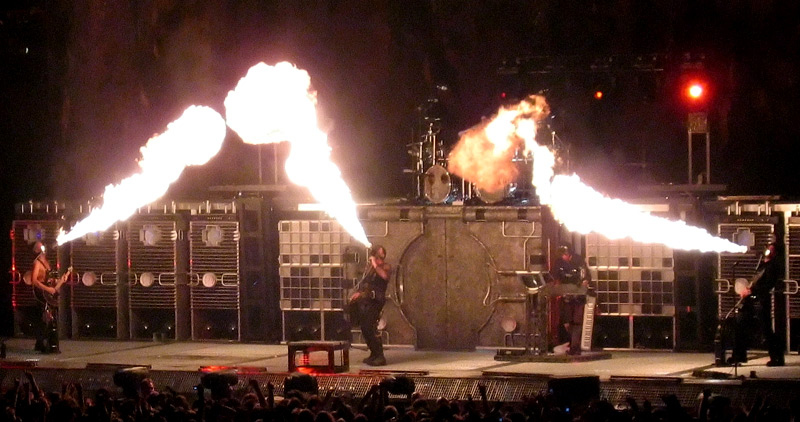
Исполнение песни 2004 года в Стокгольме

Впервые песня была представлена в апреле 2000 года под рабочим названием «Punk». Интересно заметить, что в конце исполнения этой песни на головы вокалиста и двух гитаристов надевалась специальная огнемётная маска, которая в свою очередь «плевала» огнём. Песня исполнялась на всех концертах группы, начиная с 2001 года. Была убрана из сет-листа Rammstein Stadium Tour.

## Список композиций
Немецкое издание (Белая обложка)
1. Feuer frei! (Single Version) — 3:13
2. Feuer frei! (Rammstein vs. Junkie XL Remix) — 4:10
3. Feuer frei! (Rammstein Remix 130) — 3:44
4. Feuer frei! (Rammstein Remix 95) — 3:34
5. Du hast (A Tribute to Rammstein Cover version of Battery: A tribute to Rammstein) — 4:42
6. Bück dich (A Tribute to Rammstein Cover version of Battery: A tribute to Rammstein) — 3:39

UK CDS Part 1 (Жёлтая обложка)
1. Feuer frei! — 3:11
2. Mutter (Radio Edit) — 3:40
3. Kokain — 3:08
4. Feuer frei! (Video & Interview)

UK CDS Part 2 (Зелёная обложка)
1. Feuer frei! — 3:11
2. Interview (Radio Edit)
3. Du hast (A Tribute to Rammstein Cover version of Battery: A tribute to Rammstein) — 4:42
4. Bück dich (A Tribute to Rammstein Cover version of Battery: A tribute to Rammstein) — 3:39
5. Photo Gallery

UK CDS Part 3 (DVD) (Оранжевая обложка)
1. Feuer frei! (Rammstein vs. Junkie XL Remix) — 4:10
2. Mutter — 4:33
3. Feuer frei! (Rammstein Remix)
4. Interview & Photo Gallery

## Участники записи
- Тилль Линдеманн — ведущий вокал
- Рихард Круспе и Пауль Ландерс — электрогитары и бэк-вокал
- Оливер Ридель — бас-гитара
- Кристоф Шнайдер — ударные
- Кристиан Лоренц — клавишные